# 302-es főút
302-es főút (ungarisch für ‚Hauptstraße 302‘) ist eine ungarische Hauptstraße und verläuft von Emőd nach Autópálya M3.
Ihre Gesamtlänge beträgt 2,8 Kilometer.